# New Eyes
| Đánh giá chuyên môn     | Đánh giá chuyên môn |
| Điểm trung bình         | Điểm trung bình     |
| Nguồn                   | Đánh giá            |
| ----------------------- | ------------------- |
| Metacritic              | 59/100              |
| Nguồn đánh giá          |                     |
| Nguồn                   | Đánh giá            |
| Clash                   | 3/10                |
| Digital Spy             | [ 3 ]               |
| Financial Times         | [ 4 ]               |
| The Guardian            | [ 5 ]               |
| London Evening Standard | [ 6 ]               |
| Mixmag                  | 3/5                 |
| musicOMH                | [ 8 ]               |
| The Observer            | [ 9 ]               |
| Time Out London         | [ 10 ]              |
| The Yorkshire Times     | 4/5                 |

New Eyes là album phòng thu đầu tay của nhóm nhạc điện tử người Anh Clean Bandit. Album được phát hành vào ngày 30 tháng 5 năm 2014, bởi hãng đĩa Atlantic Records sau nhiều lần dời ngày ra mắt. Với tựa đề được đặt theo một địa điểm tại Pháp mà Jack Patterson và Grace Chatto thường hay đến thăm vào dịp lễ, album được cả hai đảm nhiệm thu âm và sản xuất từ năm 2010 đến đầu năm 2014, khi toàn bộ các bài hát trong album đều là sản phẩm hợp tác cùng những nghệ sĩ khác.
Album nhận được nhiều đánh giá từ trái chiều cho đến tích cực từ phía các nhà phê bình âm nhạc và đạt thành công vừa phải trên toàn cầu, khi đạt đến top 10 tại Anh, Hungary, Ireland, Scotland và Thụy Sĩ. Album cho phát hành 6 đĩa đơn, với đĩa đơn "Rather Be" đạt ngôi đầu bảng tại Anh Quốc, trở thành đĩa đơn bán chạy nhanh nhất tại đó trong năm 2014. Các đĩa đơn còn lại, bao gồm "A+E", "Mozart's House", "Dust Clears", "Extraordinary" và "Come Over" đều được lần lượt phát hành từ năm 2012 đến năm 2014.

## Danh sách bài hát
Tất cả bài hát đều được nhóm Clean Bandit tự sản xuất.
| STT              | Nhan đề                                            | Sáng tác                                              | Thời lượng |
| ---------------- | -------------------------------------------------- | ----------------------------------------------------- | ---------- |
| 1.               | "Mozart's House" (hợp tác cùng Love Ssega)         | Jack Patterson Ssegawa-Ssekintu Kiwanuka Grace Chatto | 3:50       |
| 2.               | "Extraordinary" (hợp tác cùng Sharna Bass)         | Patterson James Napier Gustave Rudman Chatto          | 4:17       |
| 3.               | "Dust Clears" (hợp tác cùng Noonie Bao)            | Patterson Napier Chatto                               | 4:27       |
| 4.               | "Rather Be" (hợp tác cùng Jess Glynne)             | Patterson Napier Nicole Marshall Chatto               | 3:48       |
| 5.               | "A+E" (hợp tác cùng Kandaka Moore và Nikki Cislyn) | Patterson Chatto                                      | 4:07       |
| 6.               | "Come Over" (hợp tác cùng Stylo G)                 | Patterson Jason Andre McDermott Chatto                | 3:43       |
| 7.               | "Cologne" (hợp tác cùng Nikki Cislyn and Javeon)   | Patterson Marshall Uzoechi Emenike Chatto             | 4:06       |
| 8.               | "Telephone Banking" (hợp tác cùng Love Ssega)      | Patterson Kiwanuka Chatto                             | 3:51       |
| 9.               | "Up Again" (hợp tác cùng Rae Morris)               | Patterson Rachel Morris Chatto                        | 4:21       |
| 10.              | "Heart on Fire" (hợp tác cùng Elisabeth Troy)      | Patterson Elisabeth Troy Antwi Chatto                 | 4:02       |
| 11.              | "New Eyes" (hợp tác cùng Lizzo)                    | Patterson Melissa Viviane Jefferson Chatto            | 3:46       |
| 12.              | "Birch" (hợp tác cùng Eliza Shaddad)               | Patterson Eliza Shaddad Neil Amin-Smith Chatto        | 4:16       |
| 13.              | "Outro Movement III"                               |                                                       | 2:01       |
| Tổng thời lượng: | Tổng thời lượng:                                   | Tổng thời lượng:                                      | 50:28      |

| Các bản bổ sung trong phiên bản đặc biệt | Các bản bổ sung trong phiên bản đặc biệt                               | Các bản bổ sung trong phiên bản đặc biệt | Các bản bổ sung trong phiên bản đặc biệt |
| STT                                      | Nhan đề                                                                | Sáng tác                                 | Thời lượng                               |
| ---------------------------------------- | ---------------------------------------------------------------------- | ---------------------------------------- | ---------------------------------------- |
| 14.                                      | "Rihanna" (hợp tác cùng Noonie Bao)                                    | Patterson Jonnali Parmenius Chatto       | 3:14                                     |
| 15.                                      | "UK Shanty" (hợp tác cùng Eliza Shaddad)                               | Patterson Shaddad Chatto                 | 3:37                                     |
| 16.                                      | "Nightingale" (hợp tác cùng Nikki Cislyn)                              | Patterson Marshall Chatto                | 2:45                                     |
| 17.                                      | "Nightingale" (Gorgon City Remix)                                      | Patterson Marshall Chatto                | 5:45                                     |
| 18.                                      | "Rather Be" (hợp tác cùng Jess Glynne) (bản phối lại của The Magician) | Patterson Napier Marshall Chatto         | 4:35                                     |
| Tổng thời lượng:                         | Tổng thời lượng:                                                       | Tổng thời lượng:                         | 1:10:18                                  |

| Phiên bản DVD đặc biệt | Phiên bản DVD đặc biệt                        | Phiên bản DVD đặc biệt | Phiên bản DVD đặc biệt |
| STT                    | Nhan đề                                       | Nhà sản xuất           | Thời lượng             |
| ---------------------- | --------------------------------------------- | ---------------------- | ---------------------- |
| 1.                     | "Mozart's House"                              | Patterson              |                        |
| 2.                     | "Telephone Banking" (hợp tác cùng Love Ssega) | Patterson Chatto       |                        |
| 3.                     | "UK Shanty" (hợp tác cùng Eliza Shaddad)      | Patterson              |                        |
| 4.                     | "A+E" (hợp tác cùng Kandaka Moore)            | Patterson              |                        |
| 5.                     | "Nightingale" (hợp tác cùng Nikki Cislyn)     | Patterson              |                        |
| 6.                     | "Dust Clears" (hợp tác cùng Noonie Bao)       | Patterson              |                        |
| 7.                     | "Rather Be" (hợp tác cùng Jess Glynne)        | Patterson              |                        |

| Các bài hát bổ sung tại Nhật Bản | Các bài hát bổ sung tại Nhật Bản                                        | Các bài hát bổ sung tại Nhật Bản | Các bài hát bổ sung tại Nhật Bản |
| STT                              | Nhan đề                                                                 | Sáng tác                         | Thời lượng                       |
| -------------------------------- | ----------------------------------------------------------------------- | -------------------------------- | -------------------------------- |
| 14.                              | "Extraordinary" (bản phối lại của Bontan) (hợp tác cùng Sharna Bass)    | Patterson Napier Rudman Chatto   |                                  |
| 15.                              | "Rather Be" (bản phối lại của All About She) (hợp tác cùng Jess Glynne) | Patterson Napier Marshall Chatto |                                  |
| 16.                              | "Dust Clears" (bản phối lại của Russ Chimes) (hợp tác cùng Noonie Bao)  | Patterson Napier Chatto          |                                  |

## Những người thực hiện
Trích từ phần được ghi chú trên album New Eyes.
- Jack Patterson – sản xuất, hòa âm, keyboards, dương cầm, hát, chỉ đạo nghệ thuật, bass, bộ gõ chính, Sega Gamegear, bộ gõ
- Luke Patterson - trống
- Grace Chatto - cello, sản xuất, giọng nền, hát
- Neil Amin-Smith - vĩ cầm
- Noonie Bao – hát
- Sharna Bass – hát
- Nikki Cislyn – hát
- Stylo G – hát
- Jess Glynne – hát
- Javeon – hát
- Lizzo – hát
- Kandaka Moore – hát
- Rae Morris – hát
- Jimmy Napes – hát
- Eliza Shaddad – hát
- Love Ssega – hát
- Elisabeth Troy – hát
- Wez Clarke – hòa âm, lên chương trình
- Matt de Jong – chỉ đạo nghệ thuật, thiết kế
- Steve Dub – hòa âm
- Jake Gordon – kĩ sư
- Lewis Hopkin – chủ nhiệm
- Matt Maguire – viola
- Benedict Morgan – nhiếp ảnh gia
- Liam Nolan – kỹ sư
- Beatrice Philips – vĩ cầm
- Mark Ralph – đồng sản xuất, hòa âm
- Florence Rawlings – hát nền
- Brett Shaw – kỹ sư
- Anthony Strong – dương cầm
- Ian Watt – quản lý
- Alistair White – quản lý
- Asher Zaccardelli – viola

## Trên các bảng xếp hạng
| Bảng xếp hạng (2014)                          | Thứ hạng cao nhất |
| --------------------------------------------- | ----------------- |
| Australian Dance Albums (ARIA)                | 17                |
| Australian Hitseekers Albums (ARIA)           | 2                 |
| Album Áo (Ö3 Austria)                         | 67                |
| Album Bỉ (Ultratop Vlaanderen)                | 39                |
| Album Bỉ (Ultratop Wallonie)                  | 35                |
| Album Hà Lan (Album Top 100)                  | 22                |
| Album Pháp (SNEP)                             | 52                |
| Album Đức (Offizielle Top 100)                | 31                |
| Hungarian Albums (MAHASZ)                     | 7                 |
| Album Ireland (IRMA)                          | 9                 |
| Italian Albums (FIMI)                         | 57                |
| Japanese Albums (Oricon)                      | 45                |
| Album New Zealand (RMNZ)                      | 30                |
| Album Scotland (OCC)                          | 10                |
| Album Tây Ban Nha (PROMUSICAE)                | 72                |
| Album Thụy Sĩ (Schweizer Hitparade)           | 8                 |
| Album Anh Quốc (OCC)                          | 3                 |
| Album Anh Quốc Dance (OCC)                    | 1                 |
| Album Hoa Kỳ Billboard 200                    | 180               |
| Album Hoa Kỳ Top Dance/Electronic (Billboard) | 6                 |

## Chứng nhận
| Quốc gia                                  | Chứng nhận | Số đơn vị/doanh số chứng nhận |
| ----------------------------------------- | ---------- | ----------------------------- |
| Anh Quốc (BPI)                            | Bạc        | 60.000*                       |
| ^ Chứng nhận dựa theo doanh số nhập hàng. |            |                               |

## Lịch sử phát hành
| Quốc gia    | Ngày phát hành      | Định dạng              | Nhãn thu âm | Chú thích     |
| ----------- | ------------------- | ---------------------- | ----------- | ------------- |
| Đức         | 30 tháng 5 năm 2014 | CD Tải nhạc số         | Warner      | [ 37 ]        |
| Ireland     | 30 tháng 5 năm 2014 | CD CD+ DVD tải nhạc số | Atlantic    | [ 38 ]        |
| Pháp]       | 2 tháng 6 năm 2014  | CD tải nhạc số         | Warner      | [ 39 ]        |
| Anh Quốc    | 2 tháng 6 năm 2014  | CD CD+DVD tải nhạc số  | Atlantic    | [ 40 ]        |
| Ý           | 3 tháng 6 năm 2014  | Tải nhạc số            | Warner      | [ 41 ]        |
| Tây Ban Nha | 3 tháng 6 năm 2014  | Tải nhạc số            | Warner      | [ 42 ]        |
| Nhật Bản    | 11 tháng 6 năm 2014 | CD digital download    | Warner      | [ 43 ]        |
| Canada      | 17 tháng 6 năm 2014 | CD digital download    | Warner      | [ 44 ] [ 45 ] |
| Mỹ          | 17 tháng 6 năm 2014 | Tải nhạc số            | Atlantic    | [ 46 ]        |